# Titularbistum Temnus
Temnus  (ital.: Temno) ist ein Titularbistum der römisch-katholischen Kirche.
Es geht zurück auf ein früheres Bistum der antiken Stadt Temnos in der kleinasiatischen Landschaft Aiolis an der Ägäisküste der heutigen Türkei. Das Bistum gehörte der Kirchenprovinz Ephesos an.
| Titularbischöfe von Temnus |                           |                                                                  |                   |                |
| Nr.                        | Name                      | Amt                                                              | von               | bis            |
| 1                          | Pedro Orozco OFM          | Weihbischof in Toledo (Spanien)                                  | 14. Dezember 1643 |                |
| 2                          | Antonio del Buffalo OM    |                                                                  | 8. August 1661    |                |
| 3                          | Joseph Weber CR           | Weihbischof in Lemberg (Ukraine)                                 | 2. Dezember 1895  | 15. April 1901 |
| 4                          | Louis-Auguste Dartois SMA | Apostolischer Vikar von Dahomey (Benin)                          | 25. Mai 1901      | 3. August 1905 |
| 5                          | Severo Araújo y Silva     | Weihbischof in Santiago de Compostela (Spanien)                  | 28. April 1906    | 6. August 1910 |
| 6                          | Michael Higgins           | Weihbischof in Tuam (Irland)                                     | 23. März 1912     | 22. April 1918 |
| 7                          | Miguel de Andrea          | Weihbischof in Buenos Aires (Argentinien)                        | 18. Dezember 1919 | 23. Juni 1960  |
| 8                          | Francis James Furey       | Weihbischof in Philadelphia Koadjutorbischof von San Diego (USA) | 17. August 1960   | 5. März 1966   |